# Dysdera hirguan
Dysdera hirguan este o specie de păianjeni din genul Dysdera, familia Dysderidae, descrisă de Arnedo, Oromí și Ribera, 1997.
Este endemică în Insulele Canare. Conform Catalogue of Life specia Dysdera hirguan nu are subspecii cunoscute.